# Haddam (Connecticut)
Haddam es un pueblo ubicado en el condado de Middlesex en el estado estadounidense de Connecticut. En el año 2005 tenía una población de 7,635 habitantes y una densidad poblacional de 67 personas por km².

## Geografía
Haddam se encuentra ubicada en las coordenadas 41°27′58″N 72°32′39″O / 41.46611, -72.54417.

## Demografía
Según la Oficina del Censo en 2000 los ingresos medios por hogar en la localidad eran de $78,571 y los ingresos medios por familia eran $87,026. Los hombres tenían unos ingresos medios de $50,500 frente a los $37,447 para las mujeres. La renta per cápita para la localidad era de $30,519. Alrededor del 1.5% de la población estaban por debajo del umbral de pobreza.